# ۳دی هابز
۳دی هابز (انگلیسی: Hubs) شرکت تولید صنعتی هلندی است، که در سال ۲۰۱۳ تأسیس شد.